# Ostrozub
Pour l’article homonyme, voir Ostrozub (montagne).
Pour le village kosovar, voir Ostrozub (Orahovac).
Ostrozub (en serbe cyrillique : Острозуб) est un village de Serbie situé dans la municipalité de Crna Trava, district de Jablanica. Au recensement de 2011, il  ne comptait aucun habitant.

## Démographie
| 1948 | 1953 | 1961 | 1971 | 1981 | 1991 | 2002 | 2011 |
| ---- | ---- | ---- | ---- | ---- | ---- | ---- | ---- |
| 246  | 239  | 218  | 75   | 33   | 9    | 1    | 0    |

|  |